# Ozyptila panganica
Ozyptila panganica là một loài nhện trong họ Thomisidae.
Loài này thuộc chi Ozyptila. Ozyptila panganica được Lodovico di Caporiacco miêu tả năm 1947.